# Анђиари
Анђиари (итал. Angiari) је насеље у Италији у округу Верона, региону Венето.
Према процени из 2011. у насељу је живело 1565 становника. Насеље се налази на надморској висини од 14 м.

## Становништво
Према резултатима пописа становништва 2011. у општини је живело 2.164 становника.
| 1931. | 1936. | 1951. | 1961. | 1971. | 1981. | 1991. | 2001. | 2011. |
| ----- | ----- | ----- | ----- | ----- | ----- | ----- | ----- | ----- |
| 2.317 | 2.400 | 2.508 | 1.982 | 1.835 | 1.798 | 1.728 | 1.844 | 2.164 |